# Banished
Banished — компьютерная игра в жанре градостроительного симулятора с элементами симулятора выживания, разработанная студией Shining Rock Software. В ходе Banished игрок управляет группой поселенцев-изгнанников, пытающихся построить самодостаточное поселение — для этого необходимо развивать хозяйство и торговлю, собирать урожай и бороться с несчастными случаями.

## Игровой процесс
Игровой процесс в Banished сконцентрирован вокруг управления поселенцами, необходимо развивать поселение и управлять им. Процессы, происходящие в игре, сравнимы с командной экономикой. В игре значительное внимание уделено городу игрока, жители этого города выступают в роли ресурса, ими можно управлять. Игроку предоставляется возможность назначить каждого из поселенцев на определённую работу: так, это может быть строительство или ловля рыбы. Поселенцы выполняют работу без получения дальнейших указаний от игрока. Тем не менее, необходимо, чтобы они были достаточно счастливы и здоровы: для этого игрок должен убедиться, что еды достаточно, а также, что у каждого из поселенцев есть дом. Количество поселенцев может измениться по нескольким причинам. Их станет больше, если родятся дети или кочевники захотят присоединиться к поселению. Тем не менее, поселенцы стареют и умирают, из-за чего их количество может уменьшиться.
В игре можно построить различные строения: так, это дома, кузни, больницы, фермы, школы, однако при этом необходимо убедиться, что производится достаточно количество ресурсов. Игрок должен балансировать расход ресурсов при увеличении размеров поселения.
Поселению могут угрожать опасности: например, плохая погода, пожары, депрессия, голод, старение жителей.

## Разработка
Создание Banished началось в августе 2011 года. Игру разработал Luke Hodorowicz из Shining Rock Software. Игра писалась на C++, а движок был переделан из зомби-шутера. Banished была выпущена в 32-битной и 64-битной версиях. Разработчик заявил, что игра выйдет только на платформе Windows, но если проект будет успешным, то возможен выход и на других платформах, включая OS X и Linux.
|                        | Минимальные               | Рекомендуемые       |
| ---------------------- | ------------------------- | ------------------- |
| Операционная система   | Vista Windows 7 Windows 8 | Windows 7 Windows 8 |
| Процессор              | 2 GHz Dual Core           | Intel Core i5       |
| Оперативная память     | 512 MB                    | 512 MB              |
| Видеоадаптер           | 512 MB DirectX 9.0c       | 512 MB DirectX 10   |
| Свободное место на HDD | 250 Мб                    | 250 Мб              |

## Выпуск
23 октября 2013 года Banished была заявлена к выходу в конце 2013 года, а 9 января Shining Rock Software объявили, что Banished будет выпущена 18 февраля 2014 года. Она распространяется через Steam, Humble Bundle, GOG и в виде скачивания на сайте разработчика.

## Приём

### Отзывы
| Сводный рейтинг       | Сводный рейтинг |
| Агрегатор             | Оценка          |
| --------------------- | --------------- |
| GameRankings          | 72,89 %         |
| Metacritic            | 73/100          |
| Иноязычные издания    |                 |
| Издание               | Оценка          |
| Eurogamer             | 6/10            |
| Game Informer         | 8/10            |
| GameSpot              | 8/10            |
| IGN                   | 8,3/10          |
| PC Gamer (US)         | 70/100          |
| Polygon               | 7,5/10          |
| The Escapist          | [ 16 ]          |
| Русскоязычные издания |                 |
| Издание               | Оценка          |
| PlayGround.ru         | 6,8/10          |
| Riot Pixels           | 60 %            |

Banished получила первые оценки сразу после выхода. Metacritic дали игре 72 балла из 100, заметив, что игра получила «неоднозначные или средние» отзывы от игроков.

### Продажи
Летом 2018 года, благодаря уязвимости в защите Steam Web API, стало известно, что точное количество пользователей сервиса Steam, которые играли в игру хотя бы один раз, составляет 2 147 445 человек.